# Leptagrion perlongum
Leptagrion perlongum là loài chuồn chuồn trong họ Coenagrionidae. Loài này được Calvert mô tả khoa học đầu tiên năm 1909.